# Provincia di Muchinga
La provincia di Muchinga (ufficialmente Muchinga Province in inglese) è una delle province dello Zambia, con capoluogo Chinsali. 
La provincia è stata creata nel 2011 con parte della provincia Settentrionale.
La provincia di Muchinga si trova nella parte orientale dello Zambia, estesa per la maggior parte sui contrafforti della omonima catena montuosa ad est del corso del fiume Chambeshi.

## Distretti
La provincia è suddivisa nei seguenti distretti:
| Distretto    | Superficie km² |
| ------------ | -------------- |
| Chinsali     | 6 242          |
| Isoka        | 4 743          |
| Kanchibiya   | 8 768          |
| Lavushimanda | 14 147         |
| Mafinga      | 4 145          |
| Mpika        | 17 131         |
| Nakonde      | 4 733          |
| Shiwang'andu | 9 201          |